# Ibieca
Ibieca è un comune spagnolo di 114 abitanti situato nella comunità autonoma dell'Aragona.

Fa parte della comarca della Hoya de Huesca.

## Luoghi d'interesse
- Ermita di San Miguel de Foces, risalente al XIII secolo, con affreschi ed una statua della Madonna del XiI secolo.